# Jean Balthasar Tricklir
Jean Balthasar Tricklir   (Dijon, 1750 - Dresden, 29 de novembre de 1813) fou un violoncel·lista i compositor francès d'ascendència alemanya.
Tricklir fou una figura desconeguda i enigmàtica de la potent escola alemanya de Mannheim. Durant gran part del segle xviii aquesta ciutat va ser un punt neuràlgic de la música i una autèntica referència per molts músics. Per tant, la ciutat de Mannheim, va gaudir de la seva corresponent edat d'or de les arts i particularment la seva música. Doncs bé, Tricklir, va créixer a França en un ambient de devoció catòlica i sacerdotal que, a mesura que creixia i madurava, va perdre en favor de la instrumentació de corda del violí però sobretot del violoncel. L'ascendència germànica de la seva família probablement facilitaria la posterior integració a Mannheim. Bona fama adquiriria amb el temps ja que seria considerat com un dels més grans violoncel·listes de l'Europa del segle xviii al mateix nivell que Boccherini o els germans Duport. L'etapa de Mannheim, realment determinant en la seva carrera, no fou la única ja que amb trenta-i-tres anys va entrar en la cort de Dresden, un dels altres nuclis de gran cultura musical i hi va romandre fins a la seva mort.
Malauradament al nostre temps, ha passat al més absolut dels oblits fins i tot més que alguns contemporanis no tant admirats com en el seu dia ho va ser Tricklir. De la seva producció orientada, conseqüentment, al violoncel o derivats, només se'n troben editada una sèrie de quatre concerts de violoncel. El concert número 6 en Sol major i el concert número 5 en La major escrits, ambdós, en els primers anys de la seva etapa a Dresden i on s'intueixen típiques característiques del seu passat a Mannheim amb alguns tocs subtils i un virtuosisme innat amb l'instrument solista de corda.
Va ser considerat un dels millors violoncel·listes de la seva època, i malgrat que no hi ha massa documentació, sembla que junt amb Friedrich Wilhelm Erik Benda, Leopold Hofmann i Johann Konrad Schlick, va fundar un quartet que es va fer aplaudir arreu d'Europa.

## Treballs coneguts
- Adagio and Rondo for Cello and Piano
- Six grand solos for the violoncello Op. 3
- 13 cello concertos.